# Mario Flores Lanuza
Mario Flores Lanuza (Alacant, 1956) és un empresari i polític valencià del Partit Popular.
Ha desenvolupat la major part de la seua activitat professional en el camp del comerç exterior, arribant a ocupar la presidència de l'Associació de Transitaris Exteriors Internacionals d'Alacant, i vocal de la mateixa associació a nivell estatal. President de l'Autoritat Portuària d'Alacant entre 1996 i 2007, any en el qual és cridat pel president Francesc Camps per a formar part del seu govern, en el càrrec de conseller d'Infraestructures de Transports fins al 2011.
A les eleccions de 2011 aconseguí l'acta de diputat a les Corts Valencianes però abandonà l'escó el desembre del mateix any quan esdevingué diputat al Congrés dels Diputats també per la circumscripció d'Alacant a les eleccions generals celebrades.